# Bogradi járás

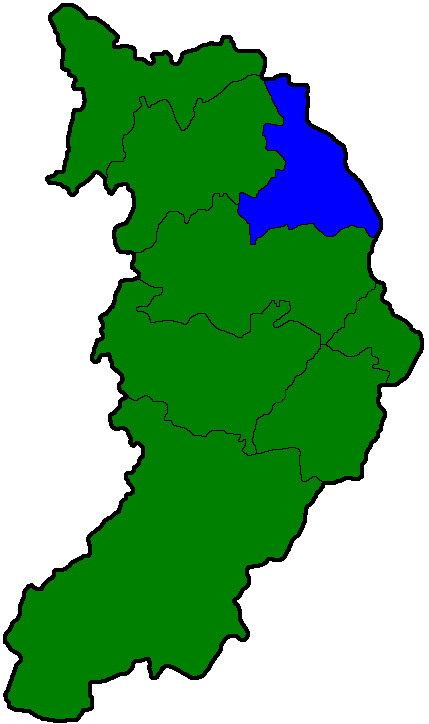
A Bogradi járás Hakaszföldön

A Bogradi járás (oroszul Боградский район, hakaszul Боград аймағы) Oroszország egyik járása Hakaszföldön. Székhelye Bograd.

## Népesség
- 2002-ben 16 286 lakosa volt.
- 2010-ben 15 866 lakosa volt.